# Bam Bam
Bam Bam ([bam bamː], Eigenschreibweise: BAM BAM) ist das fünfte Studioalbum der Berliner Reggae/Dancehall-Gruppe Seeed. Es wurde nach der Ankündigung zwei Monate zuvor am 4. Oktober 2019 veröffentlicht. Das Album beendet eine neuerliche lange Schaffenspause von sieben Jahren (resp. fünf Jahren seit der letzten Single Cherry Oh), nachdem bereits das Vorgängeralbum Seeed nach einer siebenjährigen Pause entstand. Es ist zudem das erste Album ohne Lead-Sänger Demba Nabé, der im Mai 2018 unerwartet verstorben ist, sowie das erste komplett deutschsprachige Album (mit Ausnahme des letzten Lieds „What a Day“).

## Musik
Wie auch mit „Seeed“ (2012) entwickelte sich die Band mit „Bam Bam“ weiter weg vom dominierenden Reggae/Dancehall-Stil der ersten drei Alben. Kennzeichnend ist der vergleichsweise melancholische Ton, der fast das ganze Album durchzieht, zu vernehmen etwa in „Ticket“ (als Hommage an den verstorbenen Nabé) und „Komm in mein Haus“, das die Willkommenskultur besingt; letzteres verwendet im Refrain denselben Text eines alten Live-Intros (u. a. am Lollapalooza 2015 in Berlin).
In je einem Lied sind Deichkind, Trettmann, Nura und Salsa 359 mit einem Featuring vertreten und verleihen dem Album einen Schwerpunkt auf Deutschrap; auch Einflüsse des Trap sind vertreten. Der charakteristische Blechbläser-Sound wurde in der Tonproduktion weitgehend gedämpft; Ausnahmen bilden neben „Ticket“ und „Lass sie gehn“ das zuversichtliche „No More Drama“, in dem sich zuletzt eine Art „optimistischer Imperativ“ durchsetzt.
Der letzte Track „What a Day“ ist eine als Powerballade klassisch instrumentierte Neufassung einer Demo-Aufnahme von Nabé und bildet neben dem eröffnenden „Ticket“ eine Hommage an den verstorbenen Co-Frontmann.

## Tour
Im Herbst 2019 ging die Band in allen deutschsprachigen Ländern auf Tour, das letzte offizielle Tourkonzert fand am 27. November in der Olympiahalle in München statt. Zuvor fanden am 1. und 2. Oktober zwei spontan angekündigte Warm-up-Konzerte im Festsaal Kreuzberg statt. Außerdem gab es ein Konzert auf der Fridays-for-Future-Demonstration in Berlin am 30. November 2019.
Um den Wegfall Nabés auszugleichen, wurde Seeed von zwei Backgroundsängern begleitet. Nosliw ist einer der beiden und hatte bei dem Lied Waterpumpee einen Solopart, bei welchem er sein Lied Nur dabei sang, welches ebenfalls auf dem Doctor’s Darling Riddim gesungen wurde. Der zweite Backgroundsänger war Salsa 359, der auf dem Album bei Love & Courvoisier als Gastsänger und bei weiteren Songs als Co-Songwriter mitwirkte.
Anstelle von Cold Steel trat als weiteres Showelement die Tanzgruppe 1st Cut Urban Dance Team und ihr Choreograf P-Soul beim Lied Ding auf; P-Soul wirkte zudem teilweise als dritter Backgroundsänger mit. Als Supporting Act traten unter anderem The Fedz, Doctor Krápula, Nura und Ricky Dietz auf.
Weitere Open-Air- und Hallenkonzerte fanden 2022 statt.

## Titelliste
| Nr. | Titel                                 | Text | Musik | Autor(en), nicht genauer bekannt           | Länge |
| --- | ------------------------------------- | --- | --- | ------------------------------------------ | ----- |
| 1.  | Ticket                                | Pierre Baigorry, David Conen                                                                            | Ayodejio Olowu, Frank Dellé, Baigorry, Jérôme Bugnon |                                            | 3:47  |
| 2.  | Lass sie gehn                         | Baigorry, Conen, Julian Schmit, Daniel Stoyanov                                                         | Baigorry, Sway Clarke, Herman Chin Loy, Bugnon, Vincent Graf Schlippenbach, Dirk Berger, Schmit, Stoyanov, Conen, Sebastian Krajewski, Tobias Cordes, Dellé |                                            | 3:12  |
| 3.  | G€LD                                  | Baigorry, Conen, Dellé, Torsten Reibold, Jakob Grunert, Schmit                                          | Baigorry, Conen, Dellé, Philip Meckseper, Reibold, Bugnon, Graf Schlippenbach, Berger, Krajewski                                                            |                                            | 2:42  |
| 4.  | Immer bei Dir (feat. Trettmann)       | Baigorry, Conen, Stefan Richter, Christoph Erkes, Silvio Brunner, Christian Meyerholz, Nicole Schettler | Richter, Krajewski, Baigorry, Bugnon, Cordes, Reibold, Marten Laciny, Graf Schlippenbach                                                                    |                                            | 3:49  |
| 5.  | Lass das Licht an (feat. Deichkind)   | Baigorry, Conen, Dellé, Sebastian Dürre                                                                 | Graf Schlippenbach, Berger, Baigorry, Dellé, Dürre, Andi Toma, Clarke, Bugnon, Reibold                                                                      |                                            | 3:08  |
| 6.  | Sie is geladen (feat. Nura)           | Baigorry, Conen, Nura Omer, Sera Finale                                                                 | Baigorry, Conen, Graf Schlippenbach, Berger, Stoyanov, Bugnon, Krajewski, Cordes, Dellé, Omer                                                               |                                            | 3:38  |
| 7.  | Love & Courvosier (feat. Salsa 359)   | Baigorry, Conen, Trettmann, Brunner                                                                     | Baigorry, Dellé, Bugnon, Berger, Graf Schlippenbach, Stoyanov, Krajewski, Cordes, Hugo Schilgen, Trettmann, Osaretin Osabuohien                             |                                            | 3:42  |
| 8.  | Komm in mein Haus                     | Baigorry, Conen                                                                                         | Baigorry, Conen, Cordes, Reibold, Bugnon, Schmit, Berger, Dellé                                                                                             |                                            | 3:33  |
| 9.  | Psycho Piano Interlude                | | | Dellé, Bugnon, Cordes                      | 0:47  |
| 10. | No More Drama (alles Pech verbraucht) | Baigorry, Conen, Dellé, Krajewski, Schmit, Sera Finale                                                  | Bugnon, Krajewski, Stoyanov, Baigorry, Dellé, Cordes, Berger                                                                                                |                                            | 3:14  |
| 11. | What a Day                            | | | Demba aka Ear, Oliver Benn, Robert Philipp | 2:33  |

## Singles

### Ticket
Die erste Single war Ticket und wurde zusammen mit einem Musikvideo am 18. April 2019 veröffentlicht. Die Dreharbeiten fanden in Marrakesch (Marokko) statt, Regie führte Zoran Bihać. Thematisch dreht sich das ungewöhnlich melancholische Lied um Abschied und Neuanfang. Die Bandmitglieder sind selbst nicht zu sehen; am Schluss ist eine Widmung an den verstorbenen Lead-Sänger Demba Nabé angehängt.

### Lass sie gehn
Lass sie gehn erschien am 26. Juli 2019 als zweite Single des Albums. Regie führte wiederum Zoran Bihać. Das Lied im klassischen Roots-Reggae-Stil handelt von einem Mann, der seiner soeben verlassenen Freundin nachtrauert und zum Loslassen aufgefordert wird. Das dazugehörige Musikvideo ist ein Animationsfilm, in dem die Band auf Riesenratten reiten und in Raumschiffen einen unwirtlichen Planeten verlassen (vgl. Redewendung „die Ratten verlassen das sinkende Schiff“). Damit folgt es früheren animierten Musikvideos aus dem Bandumfeld (z. B. Cherry Oh von Seeed oder Schwarz zu Blau von Peter Fox).

### G€LD
G€LD (ein Wortspiel aus Geld, Gold und dem Eurozeichen) kam am 20. September 2019 als dritte Single auf den Markt. Das Lied prangert zynisch die Bedeutung von Geld als Machtsymbol an. Damit verbundene gesellschaftliche Phänomene werden exemplarisch zitiert: Luxusimmobilien begünstigt durch das Schweizer Bankgeheimnis, die Gentrifizierung in Harlem, der Goldsteak-Shitstorm um Franck Ribéry und das Hilfswerk Brot für die Welt als vermeintliche Gewissensberuhigung. Das Musikvideo unter der Regie von Jakob Grunert wurde auf Schloss Ganz in Ganz (Kyritz) gedreht und zeigt die beiden Leadsänger als rücksichtslose, stark übergewichtige Lebemänner, die ihren unrechtmäßigen Reichtum auskosten und schließlich von einem Sonderkommando verhaftet werden.

## Kritik
Jakob Biazza von der Süddeutschen Zeitung meint wohlwollend: „"Bam Bam" gehört nicht zum Allerbesten, was die Band bislang gemacht hat. Dafür aber ziemlich sicher zum Ehrlichsten. Ein warmes, wohliges Album zum Reinkuscheln.“